# Donsiella phycolimnoriae
Donsiella phycolimnoriae is een eenoogkreeftjessoort uit de familie van de Pseudotachidiidae. De wetenschappelijke naam van de soort is voor het eerst geldig gepubliceerd in 1990 door Hicks.